# Aancistroger similis
Aancistroger similis är en insektsart som beskrevs av Andrej Vasiljevitj Gorochov 2008. Aancistroger similis ingår i släktet Aancistroger och familjen Gryllacrididae. Inga underarter finns listade i Catalogue of Life.